# Apanteles glaber
Apanteles glaber är en stekelart som beskrevs av Papp 1978. Apanteles glaber ingår i släktet Apanteles och familjen bracksteklar. Inga underarter finns listade i Catalogue of Life.